# 伍月蘭
伍月蘭（1963年9月12日—），香港泛民主派人士，前公民黨成員，第六屆深水埗區議會副主席兼美孚中選區議員。
伍月蘭議員辦事處現設於九龍深水埗荔枝角美孚新邨第四期平台110A號舖

## 生平
伍月蘭早年在荃灣梨木樹邨居住。
2015年區議會選舉，公民黨派出伍月蘭挑戰競逐連任、經民聯的沈少雄及美孚苦主聯盟陳松光，結果伍月蘭以1803票成功勝出，打破親中派壟斷美孚三區之局面。
2019年5月，逃犯修訂條例正在審議，而包括張永森在內的18區議會主席支持逃犯條例直上大會表決，但到了6月，張永森卻指公民黨美孚中區議員伍月蘭發放「虛假消息」，說他支持逃犯修訂條例是「誤導市民」，並聲言要追究伍的法律責任。張永森此舉被指是言行不一、見風使舵。
2019年區議會選舉，伍月蘭以超過一千票的差距擊敗新民黨的葉沛霖，成功連任，聯同美孚南的周琬雯及美孚北的李俊晞，公民黨奪得美孚三席。
在2020年新一屆區議會，由於民主派在本屆深水埗區議會取得過半數議席，所以伍月蘭被民主派提名競逐區議會副主席一職，並在2020年1月7日第一次區議會會議上伍月蘭成功當選為深水埗區議會副主席。。
2020年7月31日，伍月蘭退出公民黨。

## 2019冠狀病毒病事件期間表現
2019冠狀病毒病事件期間，伍所屬的公民黨一直主張對中國內地人士封關以阻止疫情進一步散播，但未有得到政府理會。及後，政府將饒宗頤文化館的旅館「翠雅山房」改為隔離營，由於位置太近民居及未有徵詢市民，繼而引起美孚新邨居民不滿。
起初，多名深水埗區議員及美孚居民召開居民大會反對有關安排，在2020年2月2日，逾百人步行到饒宗頤文化館外抗議。但由於警察使用武力升級，加上未經授權進入美孚新邨私人地方範圍，事件最終演變成警民衝突。身為美孚中區議員的伍月蘭，其後和多名美孚居民一同被控非法集結。

## 被何君堯友好團體「23同盟」襲擊
2020年3月18日，支持23條的親中團體「23同盟」於美孚港鐵站設置街站，收集市民簽名及資料時，伍根據美孚新邨居民投訴，指憂慮23同盟收集簽名者的電話號碼後會被拿作非法用者，又指擺街站的人士疑似不是香港本地，故前往街站了解。當伍到場了解擺放街站人士為何要收集簽名者的電話號碼時，突然被五至六個人罵她「搞事」，而一名約三十歲的男途人上前調停時，更被一個身型健碩及穿著白色風衣的男子不斷以拳頭追打，而伍欲上前阻止時把，更被他一拳打向上顎及把她踢倒。伍爬起後欲報警，但該男子在街站其他人士協助下沿港鐵站逃走，當伍追至港鐵站出口樓梯時，更被兩名該男子的同黨拉扯衣服及推下樓梯，幸伍沒有跌倒，但她亦被一名疑似是該男子同黨的女子扯下口反咬其打人。最後，當警員到場後，所有施襲者已經離開，伍亦因下顎和手臂受傷而被送院治理，她及後回應時亦指事件十分恐怖，亦指施襲者無需要因意見不同而採取暴力手段，同時希望警方從港鐵站的閉路電視追查疑兇下落。公民黨立法會議員譚文豪及後回應事件，指建制派應與暴力割席，同時應與組織「23同盟」的立法會議員何君堯割席，而公民黨黨魁楊岳橋則批評香港人面對COVID-19疫情之際，何君堯仍推動23條立法，是「惟恐天下不亂」。